# Leucandra pumila
Leucandra pumila är en svampdjursart som först beskrevs av James Scott Bowerbank 1866.  Leucandra pumila ingår i släktet Leucandra och familjen Grantiidae.
Artens utbredningsområde är havet kring Storbritannien. Inga underarter finns listade i Catalogue of Life.